# 伊羅尼內謝爾足球會
伊羅尼內謝爾足球會(Ironi Nesher) (希伯來語：‎)是一支位於以色列內謝爾的職業足球會，目前於以色列足球乙級聯賽 北區角逐。

## 外部連結
- Ironi Nesher The Israel Football Association （希伯来文）